# Periclimenes pectinipes
Periclimenes pectinipes är en kräftdjursart som beskrevs av Bruce 1991. Periclimenes pectinipes ingår i släktet Periclimenes och familjen Palaemonidae. Inga underarter finns listade i Catalogue of Life.